# Gaspeareaux
Gaspeareaux est une communauté dans le comté de Kings de l'Île-du-Prince-Édouard, Canada, au nord-est de Murray River.